# Тюнский корабль

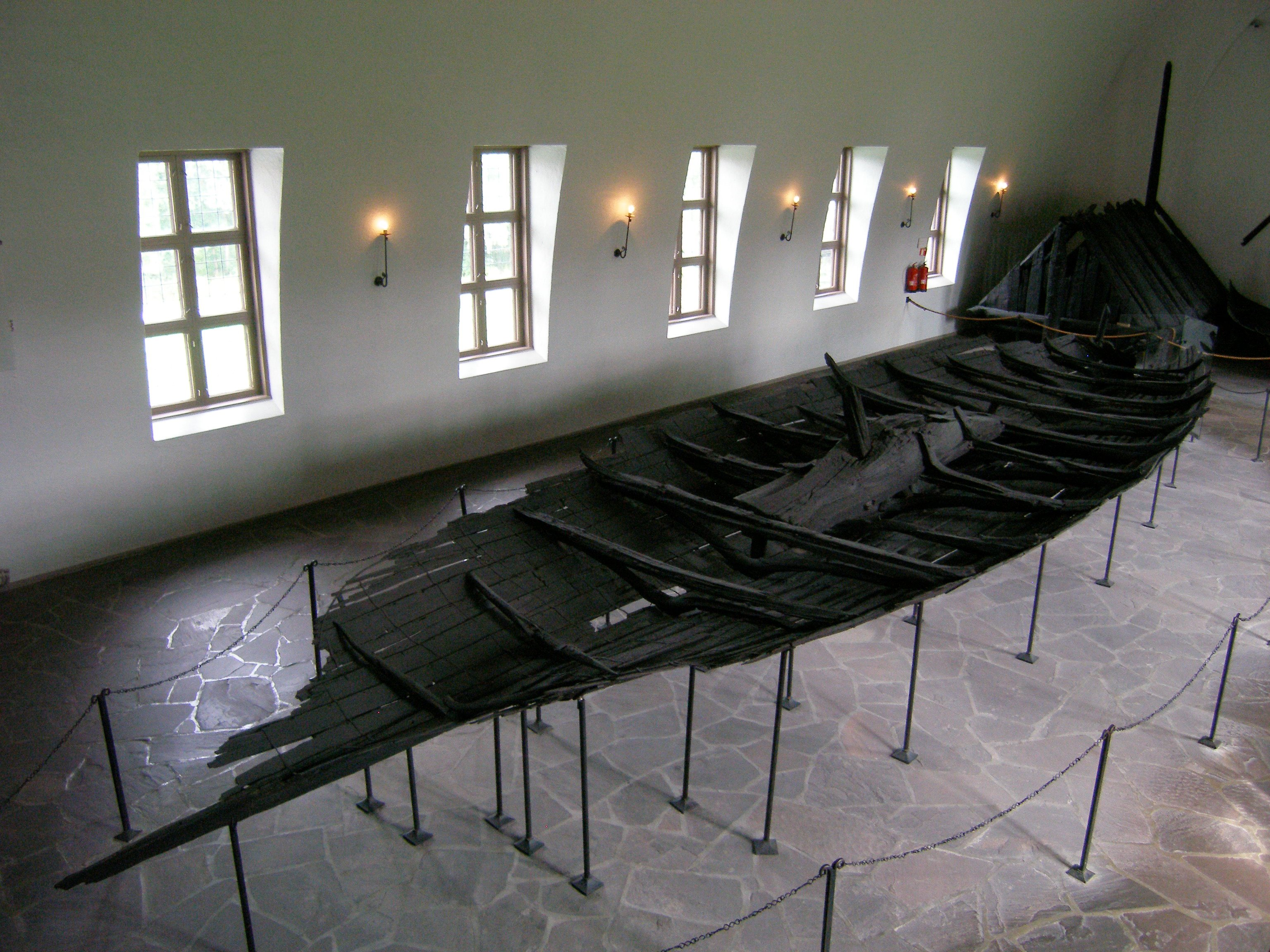
Тюнский корабль, экспозиция в музее

Тюнский корабль (норв. Tuneskipet) — корабль викингов X века (драккар), использованный в качестве погребального корабля. Обнаружен в 1867 году археологом Олуфом Рюге в так называемом «лодочном кургане» (норв. Båthaugen, от haugr — холм, насыпь) на ферме Хауген в деревне Рольвсей в Тюне, Эстфолл, Норвегия. Выставлен в Музее драккаров, Осло.
Корабль был построен приблизительно в 900 году н. э., обшивка выполнена из дуба внахлест. Судно сохранилось частично, и вероятно было 22 метра в длину с одиннадцатью или двенадцатью вёслами с каждого борта. Ширина судна — 4,35 метра, длина киля — 14 метров. Судно имеет массивную конструкцию со шпангоутами из негнутых брёвен соответствующей формы, толстыми балками и цельным релингом.